# Монітори типу «Еберкромбі»

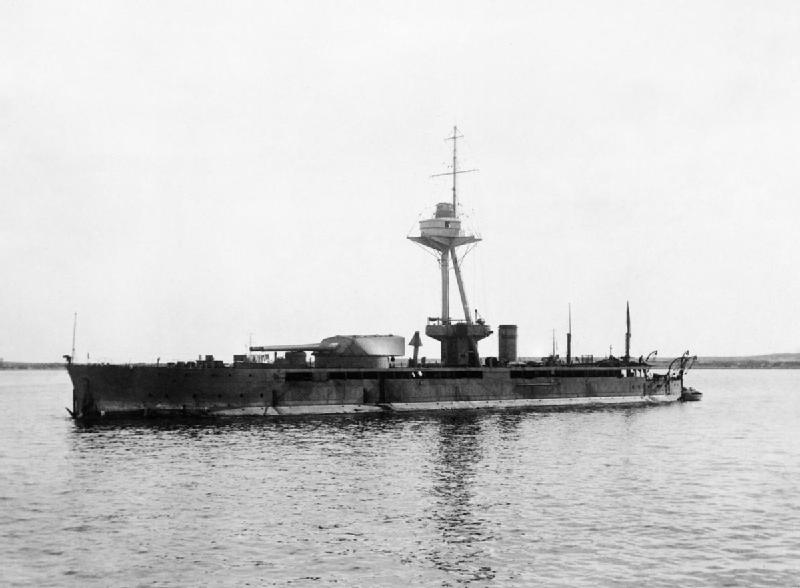
Монітор типу "Еберкромбі" HMS Havelock, 1915

Тип «Еберкромбі» (англ.  Abercrombie class monitors) — серія британських моніторів періоду Першої світової війни. Створення кораблів цього типу стало наслідком осмислення досвіду використання застарілих броненосців і кораблів інших типів для обстрілу німецьких позицій на бельгійському узбережжі в 1914 році, який показав відсутність у британського флоту кораблів, ефективних для виконання цього завдання. Монітори були спроєктовані під чотири закуплені в США башти, які вивільнилися після припинення будівництва лінкора «Саламіс» для Греції. Задля забезпечення дешевизни і швидкості введення в дію будувалися з використанням доступних силових установок від комерційних суден. Головний їх недолік — слабкі машини і, відповідно, мала швидкість ходу, яка виявилася істотно нижчою проєктних 10 вузлів.

## Будівництво
Будівництво чотирьох замовлених моніторів типу «Еберкромбі» було здійснено протягом пів року, з грудня 1914 по червень 1915 року. При закладці монітори отримали лише номери, але в лютому 1915 року їм були присвоєні назви на честь військових діячів США, через американські башти головного калібру, які були покладені в основу проєкту. З політичних причин, проте в травні того ж року монітори були знову перейменовані на честь видатних британських генералів. В ході війни монітори типу «Еберкромбі» переобладнувалися, з установкою на них різних додаткових малокаліберних гармат. Хоча проєктом передбачалося розміщення на моніторах гідролітака для коректування вогню, на практиці кораблі ними оснащувалися лише епізодично, насамперед внаслідок того, що зазвичай могли користуватися підтримкою берегової авіації.

## Служба
Більшу частину своєї служби монітори типу «Еберкромбі» провели на Середземному морі і у вересні 1915 року були зведені в 1-й дивізіон Особливої ескадри. Монітори типу «Еберкромбі» використовував британський флот під час Дарданелльской операції, а також у низці інших операцій у Східному Середземномор'ї, при цьому «Раглан» був потоплений німецьким лінійним крейсером «Гебен» і легким крейсером «Бреслау» в 1918 році. Інші монітори з січня 1916 року поступово повернули у Велику Британію і використовували для охорони узбережжя. У квітні-травні 1919 року монітори були виведені в резерв і роззброєні. У наступні роки кораблі цієї серії використовували як допоміжні і дослідні судна до остаточного зняття з озброєння і продажу на злам у 1927—1936 роках.

## Представники
| Назва                    | Верф                     | Закладка       | Спуск на воду  | Вступ у стрій | Доля                                                    |
| ------------------------ | ------------------------ | -------------- | -------------- | ------------- | ------------------------------------------------------- |
| «Еберкромбі» Abercrombie | Harland & Wolff, Белфаст | 12 грудня 1914 | 15 квітня 1915 | травень 1915  | проданий на злам у 1927                                 |
| «Гевлок» Havelock        | Harland & Wolff, Белфаст | 12 грудня 1914 | 29 квітня 1915 | червень 1915  | проданий на злам у 1927                                 |
| «Реглан» Raglan          | Harland & Wolff, Гован   | 1 грудня 1914  | 29 квітня 1915 | червень 1915  | потоплений крейсерами «Гебен» і «Бреслау» 20 січня 1918 |
| «Робертс» Roberts        | Swan Hunter              | 17 грудня 1914 | 15 квітня 1915 | червень 1915  | проданий на злам у 1936                                 |